# Adrian Falub
Adrian Falub (n. 8 iulie 1971, Dej, România) este un jucător român de fotbal retras din activitate și a devenit antrenor. Pe FCM Târgu Mureș a pregătit-o în Liga a II-a (7 etape) și Liga I (6 etape). Ca fotbalist, a evoluat pentru echipe precum U Cluj, Gloria Bistrița sau FC Național București, dar și în străinătate, la FC Basel. Și-a început cariera de antrenor în 2006, la U Cluj, echipă pe care a promovat-o în Liga I. În 2009, reușește a doua promovare a carierei în Liga I, de această dată cu Unirea Alba Iulia. Anul 2010 îi aduce a treia promovare din Liga a II-a, la cârma echipei FCM Târgu Mureș.

## Cariera de jucător
Falub și-a început cariera de fotbalist la Unirea Dej în Liga a IV-a. În 1989 a fost transferat de către Universitatea Cluj, pentru care a jucat timp de nouă sezoane. În anul 1996 Adrian Falub a fost vândut la FC Basel din cauza problemelor financiare ale clubului. El nu s-a adaptat la stilul elvețian de viață și după doar un an s-a întors la formația clujeană. În 1998 Falub s-a mutat la Gloria Bistrița și după încă un an la FC Național București. După patru ani, a plecat în Cipru la Digenis Akritas Morphou, unde și-a și încheiat cariera.

## Cariera de antrenor
Falub a început să antreneze în 2006, când a acceptat oferta celor de la U Cluj. El a reușit să promoveze cu echipa în Liga I cu trei săptămâni înainte de finalul campionatului. Din păcate, echipa a avut un început foarte slab în sezonul 2007-2008 și a fost demis după 10 meciuri fără victorie. Astfel, în 2008 Falub a semnat un contract cu Sportul Studențesc, aflată în Liga a II-a. În 35 meciuri cu el antrenor, Sportul a obținut 8 victorii, 12 egaluri și 15 înfrângeri. El și-a încheiat contractul la data de 17 mai 2009. În aprilie 2009, Adrian Falub a semnat cu FC Unirea Alba Iulia, echipă cu care promovează de asemenea. 
În toamna anului 2010, Falub s-a alăturat formației CSMS Iași, despărțindu-se de ea la finalul sezonului, în vara anului 2011.
Pe 29 iulie 2024, Falub a semnat oferta celor de la Unirea Dej, unde antreneaza azi echipa din Liga a III-a.